# Janowo (obwód brzeski)
Janowo (biał. Янова; ros. Яново) – wieś na Białorusi, w obwodzie brzeskim, w rejonie baranowickim, w sielsowiecie Wielkie Łuki. Od północy graniczy z Baranowiczami.
W dwudziestoleciu międzywojennym wieś leżała w Polsce, w województwie nowogródzkim, w powiecie baranowickim.